# Beatrice Lascaris di Tenda

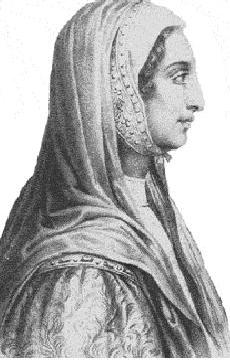
Béatrice Lascaris de Tende

Beatrice Lascaris di Tenda, född 1372, död 13 september 1418, var en hertiginna av Milano, gift med Milanos hertig Filippo Maria Visconti. Hon var dotter till Pietro Balbo II Lascaris, greve av Tende, och tillhörde en familj med maktbas i Alperna. 
Hon gifte sig 1403 med Facino Cane av Montferrat, en kondottiär i tjänst hos hertigen av Milano. Hon ska ha följt honom i fält, och vid hans död 1412 ärvde hon hela den förmögenhet och kontrollen över alla de landområden och städer han hade erövrat under sin framgångsrika karriär. Äktenskapet med Filippo Maria Visconti tillråddes av hans rådgivare för att få kontrollen över hennes kapital och besittningar, och tack vare dem kunde han etablera hertigdömet Milano som en stormakt. 
Beatrice höll sig informerad om statens affärer, beskrivs som intelligent och god och var populär bland allmänheten. Visconti hade redan en relation med Agnese del Maino och ville göra sig av med Beatrice, men vågade inte angripa henne offentligt i Milano. En dag lät han röva bort Beatrice, två av hennes hovdamer och hennes trubadur, Michele Orombelli till slottet Binasco, där Beatrice och Orombelli anklagades för att ha begått äktenskapsbrott och de två hovdamerna för medhjälp. De utsattes alla fyra för tortyr, vilket fick hovdamerna och Orombelli att erkänna skuld: Beatrice erkände dock aldrig någonting. De dömdes alla som skyldiga och halshöggs på slottets borggård. 